# Пирогово (Калузька область)
Пирогово (рос. Пирогово) — присілок в Малоярославецькому районі Калузької області Російської Федерації.
Населення становить 22 особи. Входить до складу муніципального утворення Село Іллінське.

## Історія
Від 2004 року входить до складу муніципального утворення Село Іллінське.

## Населення
| 2002 | 2010 |
| ---- | ---- |
| 27   | ↘22  |